# Anna Katharina Stoll
Anna Katharina Stoll (* 17. November 1980 in Berlin) ist eine deutsche Moderatorin, Schlagersängerin und Bühnentänzerin sowie Choreographin.

## Leben
Stoll begann im Alter von fünf Jahren Ballett zu tanzen. Ihre Ausbildung als Tänzerin setzte sie später bei Tatjana Gsovsky und der Ballettschule R. Lekovic fort. Von 2001 bis 2008 war sie Mitglied des Fernsehballetts des MDR. Dort wurden die Scouts der Plattenfirma Universal Music auf sie aufmerksam.
In Zusammenarbeit mit dem Komponisten und Produzenten André Franke entstand 2005 ihre Debütsingle Kann es sein. Am 12. Februar 2005 gab sie beim Winterfest der Volksmusik ihr Fernsehdebüt als Sängerin.
Vier Jahre später entstand unter dem Titel Mit Herz und Kopf ihr erstes Album. Die erste daraus ausgekoppelte Single Wenn Du diesen Brief liest erreichte im Frühjahr 2009 die deutschen Singlecharts.
2008 arbeitete Anna Katharina Stoll mit bei dem Kinofilm Gangs von Rainer Matsutani. Sie choreographierte und leitete die Tanzszenen und bereitete die Jungschauspieler Emilia Schüle und Sina Tkotsch sowie die Tanzgruppe für ihren tänzerischen Auftritt im Film vor.
2012 war Anna Katharina Stoll Moderatorin bei Juwelo TV.
2017 war sie mit verantwortlich für die Tanzszenen und das Coaching der Schauspieler der UFA-Fiction Produktion Ku’damm 59. Der Dreiteiler unter der Regie von Sven Bohse mit den Hauptdarstellern Sonja Gerhardt und Trystan Pütter wurde im Frühjahr 2018 im ZDF ausgestrahlt.